# Megacarpaea polyandra
Megacarpaea polyandra là một loài thực vật có hoa trong họ Cải. Loài này được Benth. ex Madden mô tả khoa học đầu tiên năm 1855.